# Tatyana Goyshchik
Tatyana Gennadiyevna Goyshchik (russo: Татьяна Геннадиевна Гойщик; Konovalov, 6 de julho de 1952) é uma ex-velocista e campeã olímpica soviética.
Corredora dos 400 m rasos, em Moscou 1980 tornou-se campeã olímpica integrando o revezamento 4x400 m junto com Tatyana Prorochenko, Nina Zyuskova e Irina Nazarova.